# Kerriston
Kerriston az Amerikai Egyesült Államok északnyugati részén, Washington állam King megyéjében elhelyezkedő kísértetváros.
Kerriston postahivatala 1904 és 1935 között működött. A település nevét valószínűleg a Kerry Mill Companyről kapta.

## Fordítás
- Ez a szócikk részben vagy egészben  a   Kerriston, Washington című angol Wikipédia-szócikk ezen változatának fordításán alapul.  Az eredeti cikk szerkesztőit annak laptörténete sorolja fel. Ez a jelzés csupán a megfogalmazás eredetét és a szerzői jogokat jelzi, nem szolgál a cikkben szereplő információk forrásmegjelöléseként.